# Флакус-Босиль, Давид
Давид Флакус-Босиль (словен. David Flakus Bosilj; род. 1 февраля, 2002, Марибор, Словения) — словенский футболист, нападающий испанского клуба «Кастельон», выступающий на правах аренды за «Реал Мурсия».

## Клубная карьера
В мае 2019 года дебютировал в чемпионате Словении в составе ФК «Алюминий» против команды «Рудар». В Кубке Словении впервые сыграл в сезоне 2019/2020 в матче 1/8 финала с «Табором» из Сежаны. Дошёл с командой до полуфинала.
В августе 2021 года перешёл в «Эллас Верона», где был заявлен за основную и молодёжную команды.
31 августа 2022 года было объявлено о арендном соглашении в словенский клуб «Браво». Дебют состоялся 5 сентября против «Радомлье», где нападающий вышел на замену и сыграл 24 минуты.
21 августа 2024 года подписал контракт с испанским клубом «Кастельон». 22 сентября дебютировал в Сегунде в домашнем матче против «Расинга», заменив на 73-й минуте Кеннета Маму.

## Карьера в сборной
Играл за национальные команды Словении до 17, 18 лет. Сейчас играет за сборную Словении до 21 года.